# Horní Lideč
Horní Lideč (niem. Ober Litsch) – gmina w Czechach, w powiecie Vsetín, w kraju zlińskim. Według danych z dnia 1 stycznia 2012 liczyła 1438 mieszkańców.